# 202年
| 千纪： | 1千纪                                                                                           |
| 世纪： | 2世纪 \| 3世纪 \| 4世纪                                                                         |
| 年代： | 170年代 \| 180年代 \| 190年代 \| 200年代 \| 210年代 \| 220年代 \| 230年代                       |
| 年份： | 197年 \| 198年 \| 199年 \| 200年 \| 201年 \| 202年 \| 203年 \| 204年 \| 205年 \| 206年 \| 207年 |
| 纪年： | 壬午年（马年）；东汉建安七年                                                                    |

## 大事记

### 地区

#### 中國
- 曹操於春季返回官渡前線，農曆九月與袁尚爆發黎陽之戰。
- 曹操派鍾繇與袁尚所置的河東太守郭援以及匈奴南單于在平陽交戰，在曹操使者張既和傅幹等人的勸說下，馬騰決定幫助曹軍，派兒子馬超帶領萬餘人去幫助鍾繇，郭援為龐德所斬殺，南匈奴首領呼廚泉歸附漢朝丞相曹操，蔡文姬歸漢。
- 劉表趁曹操北上攻擊袁尚的契機派劉備襲擊許都，於博望爆發博望坡之戰，劉備火擊夏侯惇，李典指揮人馬攻擊劉備並救出夏侯惇，之後兩軍撤退。

#### 羅馬帝國
- 塞普蒂米烏斯·塞維魯皇帝在離開五年後回到羅馬。羅馬舉辦了各種節日來歡慶他六年的統治。塞維魯對帝國政府進行了改革，提高羅馬陸軍的地位和工資，並允許羅馬軍團結婚以換取軍隊的對他的忠誠。
- 羅馬是一個擁有約150萬市民的城市，人們大多數居住在46,600個困蘇拉，每個困蘇拉有三到八層樓高，由木材，磚塊或碎石搭建成。
- 約有40萬名奴隸在羅馬從事瑣碎的工作，中產階級擁有8名奴隸；富人擁有500到1000名奴隸；皇帝則擁有多達2萬名奴隸。自由的城市工作者每天享有17至18小時的休閒時間，可以免費進入浴場，參加體育活動和角鬥士比賽。
- 塞維魯在非洲發動了一場戰役；第三奧古斯塔軍團沿著羅馬帝國界墻和加拉曼特人進行了一場游擊戰。他們佔領了古達米斯和首都加拉馬，位於大莱普提斯以南600公里。努米底亞的版圖擴大了：羅馬人併吞了Castellum Dimmidi（位於現今阿爾及利亞）, Gemellae（位於現今阿爾及利亞） 和 Vescera（位於現今東北阿爾及利亞）。
- 羅馬帝國發佈了一項敕令禁止所有基督教宣傳和皈依基督教。
- 發佈了禁止女角鬥士的羅馬法。
- 修復了萬神廟。

### 醫療
- 羅馬設立了醫療執照，頒發給訓練有素通過考試的醫生。成立了醫療學會和民間醫院，並通過法律來規範醫科生。他們被禁止上妓院。

### 宗教
- 為了避免塞維魯對基督教徒的迫害，克莱曼特（Clement of Alaxanderia）向卡帕多细亚的亞歷山大尋求庇護。

## 各国领袖

### 亞洲
- 中國（東漢）
  - 君主：漢獻帝（189年－220年）
  - 實質掌權者: 曹操
  - 主要州牧：曹操、袁紹（202年去世）、孙权、劉表、劉璋、劉備、馬騰
- 日本
  - 君主：
    1. 神功皇后（攝政，200年－270年）
- 泰米尔哲罗（Chera）王朝
  - 君主：Yanaikat-sey Mantaran Cheral（201年－241年）
- 亚美尼亚 - 霍斯羅夫一世, 亚美尼亚国王 (198-217)
- 朝鲜半岛 (朝鲜三国)
  - 百济 - 肖古王, 百济王 (166–214)
  - 金官伽耶 - 居登王, 伽耶王 (199-259)
  - 高句丽 - 山上王, 高句丽王 (197–227)
  - 新罗 - 奈解尼師今, 新罗王 (196–230)
- 高加索伊比利亚王国 - Rev I the Just（英语：Rev I of Iberia）, 伊比利亚王 (189-216)
- 贵霜帝国 - 韋蘇提婆一世（Vasudeva I） (c.191-225)
- 奥斯若恩 - Agbgar九世大王（英语：Abgar IX）, 奥斯若恩国王 (177-212)
- 安息帝国 - 沃洛吉斯五世, 帕提亚国王 (c.191-208)

### 欧洲
- 爱尔兰 (High King of Ireland)
  - 君主：Lugaid mac Con（173年－203年）
- 罗马帝国（塞维鲁王朝）
  - 君主：塞普蒂米烏斯·塞維魯（193年－211年）

### 非洲
- 库什王朝 (Kush)
  - 君主：
    1. Teritedakhatey国王，（200年－215年）

## 出生
- 姜維，蜀漢後期重要將領

## 逝世
- 6月28日 - 袁绍，汉末将领，曹操對手。
- 逢紀，袁紹部下
- 郭援，袁紹部下，鍾繇之甥。
- 吳夫人（156年 - 202年），孫堅原配妻子，孫策之母。
- 爱任纽（130年 - 202年），基都教會教主和基督教神學家。